# Мішель Догерті
Мішель Карен Догерті (англ. Michele Karen Dougherty; нар. 1962) — південноафриканська та британська вчена, фізик, професор фізики космічної плазми Імперського коледжу в Лондоні. Вона брала участь у дослідницьких місіях до Сатурна і Юпітера — очолювала наукову групу, що займалася обслуговуванням і обробкою даних з магнітометра космічної програми «Кассіні — Гюйгенс». Також Мішель Догерті очолила групу науковців, що займеться обслуговуванням і обробкою даних з магнітометра J-MAG комічної програми Jupiter Icy Moons Explorer (JUICE) Європейського космічного агентства (ESA), запуск якого запланований на червень 2022 року.

## Юність та освіта
Коли Мішель було 10 років батько побудував 10-дюймовий телескоп. Дівчинка через нього побачила супутники Юпітера і Сатурна. З цього часу вона зацікавилася астрономією. Догерті отримала вищу освіту в Натальському університеті. У 1989 році отримала ступінь доктора філософії. Темою дисертації було дослідження взаємодій хвильових частинок в дисперсійних і анізотропних середовищах.

## Наукова діяльність
У 1989 році переїхала до Німеччини, працюючи в галузі прикладної математики. У 1991 році почала працювати в Імперському коледжі Лондона. У 2004 році призначена професором фізики космічної плазми і стала викладачем кафедри фізики, паралельно займаючись дослідженням. Згодом стала завідувачем кафедри фізики.
Мышель Догерті — очільник групи дослідників двох великих космічних місій: «Кассіні — Гюйгенс» (місія НАСА до Сатурна) і JUICE (майбутня місія ЄКА до найбільшого супутника Юпітера — Ганімеда).
Робота Догерті призвела до відкриття атмосфери з водою та вуглеводами на Енцеладі, супутнику Сатурна, що відкрило нові можливості в пошуках позаземного життя.
Крім місії «Кассіні — Гюйгенс», Догерті була залучена до програми аналізу даних місій «Улісс» та «Галілео».

## Нагороди та відзнаки
У 1995 році Догерті була обрана до Королівського астрономічного товариства (FRAS).
У 2007 році отримала медаль і премію Чрі від Інститут фізики за «внесок у дослідження магнітних полів і атмосфери планет і їх взаємодію з сонячним вітром».
У 2008 році отримала медаль Г'юза Лондонського королівського товариства за «інноваційне використання даних магнітного поля, що призвело до відкриття атмосфери навколо одного із супутників Сатурна, що, своєю чергою, радикально змінило наші уявлення про роль природних супутників планет у Сонячній системі». Вона стала другою жінкою, що отримала таку почесть, через 102 років після того, як її отримала Герта Маркс Айртон в 1906 році.
Догерті обрана членом Королівського товариства у 2012 році і визнана Науковою радою як одна зі 100 провідних вчених Великої Британії. У 2014 році вона була удостоєна звання почесного професора Королівського товаристві.
У 2017 році Догерті нагороджена золотою медаллю Королівського астрономічного товариства з геофізики, стала п'ятою жінкою в історії, що отримала цю честь.
У 2018 році стала командором Ордена Британської імперії (CBE). Цього ж року отримала медаль та премію Річарда Глейзбрука від Інституту фізики.